# عمل زیرپوستی

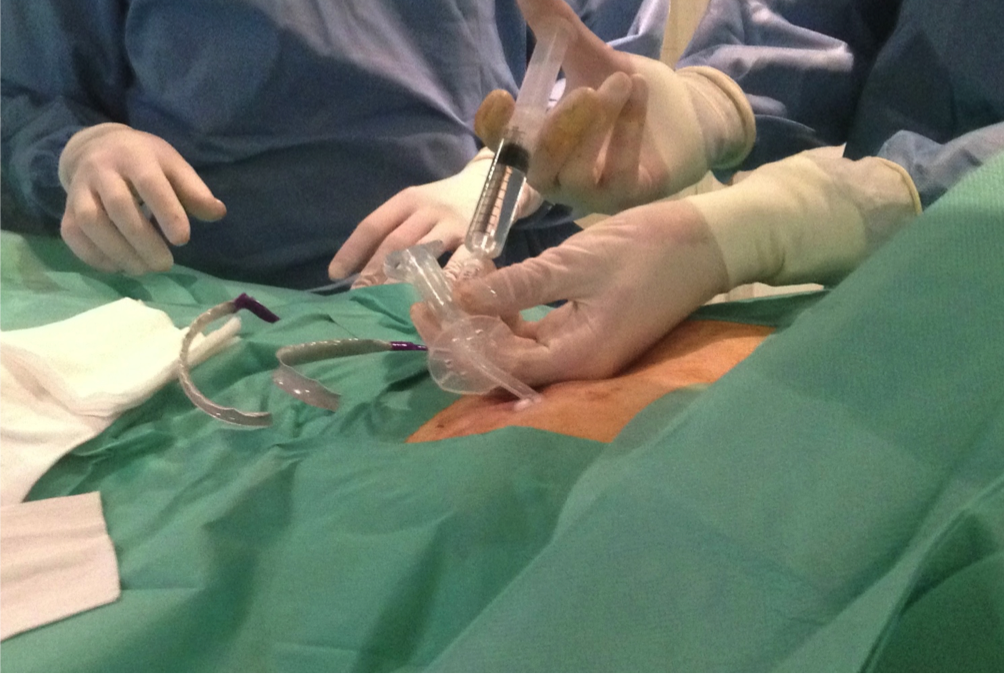
عمل جراحی زیر پوستی

عمل جراحی زیر پوستی (به انگلیسی: Percutaneous) به هر نوع عمل جراحی بر روی بافت‌های داخلی بدن که از طریق وارد نمودن سوزن و سوند از طریق پوست بدن انجام گردد. معمولاً در این نوع عمل جراحی سوند هدایت‌کننده ابزار با استفاده از سوزنی به درون بافت لوله ای (معمولاً رگ) وارد می‌گردد و تا بافت مورد نظر هدایت می‌شود و تجهیزات جراحی ویژه از طریق سوند هدایت‌کننده به محل مورد نظر هدایت و عمل جراحی بر روی بافت می‌گردد. این نوع عمل جراحی در مقابل عمل جراحی باز می‌باشد که در آن برای انجام عمل جراحی پوست بدن در نزدیکی محل بافت مورد نظر شکافته شده و عمل جراحی به صورت انجام می‌شود.